# Warner Bros. Studio Tour London – The Making of Harry Potter
Warner Bros. Studio Tour London – The Making of Harry Potter est un studio de cinéma ouvert au public et situé à Leavesden, dans le sud-est de l'Angleterre. Il s'agit d'une exposition permanente offrant un aperçu des coulisses des films Harry Potter. Il est situé à l'intérieur des Studios de Leavesden, près de Watford, dans le sud-ouest du comté de Hertford (à une trentaine de kilomètres de Londres). Les studios étant encore très actifs, l'exposition est contenue dans deux plateaux séparés du reste du complexe.
L'exposition est accessible aux voyageurs venant de la ville, ou du reste du pays, grâce à ses jonctions avec la gare de Watford et aux autoroutes M1 et M25.
The Making of Harry Potter est ouvert au public depuis 2012 et accueille plus de 6 000 visiteurs par jour. Actuellement, toute l'attraction est consacrée à Harry Potter et permet aux fans de découvrir de près les décors, costumes, objets ayant été utilisés pour les films de la série, sur un circuit de visite d'une durée moyenne de trois heures trente.

## Histoire

### L'aérodrome de Leavesden
Le site de Leavesden était un aérodrome britannique créé en 1940 par la Compagnie aérienne De Havilland et l'Air Ministry dans le petit village de Leavesden, entre Watford et Abbots Langley, dans le Hertfordshire. C'était un centre important pour la production d'avions durant la Seconde Guerre mondiale. À la fin de la guerre, Leavesden Airfield est, en termes de volume, la plus grande usine au monde.
Après la guerre, l'aérodrome est acheté par Havilland, qui a connu une succession de propriétaires dans les décennies suivantes, jusqu'à ce que le nom et le site soient achetés par Rolls-Royce. Cependant, au début des années 1990, l'industrie manufacturière britannique est en déclin et Rolls-Royce vend ses intérêts. Incapable de trouver nouvel acquéreur pour le site, l'aérodrome de Leavesden est laissé en désuétude.
Puis, en 1994, l'équipe de production des films James Bond découvre le Leavesden inoccupé. Les hangars d'avion, larges et ouverts, semblent particulièrement bien adaptés pour les besoins du nouveau film, GoldenEye. Eon Productions loue donc le site pour la durée du tournage et fait transformer les usines en ateliers, bureaux et plateaux de cinéma. Les Studios Leavesden deviennent très populaires après le succès de GoldenEye et de grands longs métrages viennent à leur tour faire usage du site, notamment le premier des préquels Star Wars, Star Wars, épisode I : La Menace fantôme et Sleepy Hollow de Tim Burton.
Enfin, en 2000, Heyday Films (avec à sa tête le producteur David Heyman) loue à son tour le site pour les besoins des films Harry Potter. Au cours des dix années qui suivent, tous les films adaptés des livres de J. K. Rowling (y compris Les Animaux fantastiques en 2016) y sont tournés, ainsi que d'autres productions remarquables de Warner Bros. Alors que le huitième et dernier film Harry Potter, Harry Potter et les Reliques de la Mort, est en post-production, Warner Bros. annonce en 2010 son intention d'acheter le studio en tant que base européenne permanente.
En novembre 2010, Warner Bros. achète les studios Leavesden et annonce son intention d'investir plus de 100 millions de livres dans la structure qu'ils ont occupée pendant plus de dix ans. Le site est renommé en Warner Bros. Studios Leavesden.
Dans le cadre d'un réaménagement, Warner Bros. sélectionne deux plateaux (« J » et « K »), pour abriter une exposition publique permanente intitulée « Warner Bros. Studio Tour London – The Making of Harry Potter », permettant de créer ainsi 300 nouveaux emplois dans la région.

### Création du Studio Tour

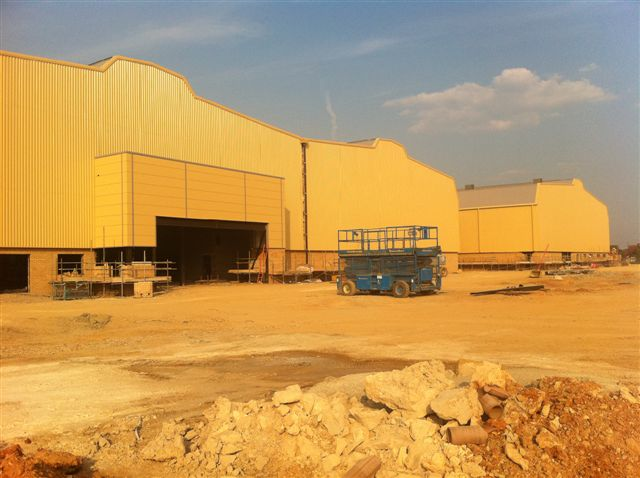
Construction du Studio Tour, avril 2011.

Dès 2001, à la suite du succès du premier film, Warner Bros. planifie déjà la construction d'une grande exposition consacrée à la série et commence donc à stocker des éléments des films dès l'instant où ils ne sont plus utilisés. En 2010, alors que le dernier film est sur le point de sortir, Warner Bros. commence les travaux afin de rendre le site ouvert au public.
La conception générale a été conçue par le groupe Thinkwell, basé à Burbank, en collaboration étroite avec Warner Bros. et les concepteurs réels des films, notamment le chef décorateur Stuart Craig, sa collaboratrice et décoratrice Stephenie McMillan, le concepteur des créatures Nick Dudman, le directeur de construction Paul Hayes et le superviseur des effets spéciaux John Richardson. The Making of Harry Potter comprend des accessoires et costumes créés et utilisés durant la production de la série, ainsi que les décors de la Grande Salle, du bureau de Dumbledore, du chemin de Traverse, du ministère de la Magie, de la salle commune de Gryffondor et du dortoir des garçons, de la cabane de Hagrid et d'une maquette à l'échelle 1:24 du château de Poudlard.

### Ouverture

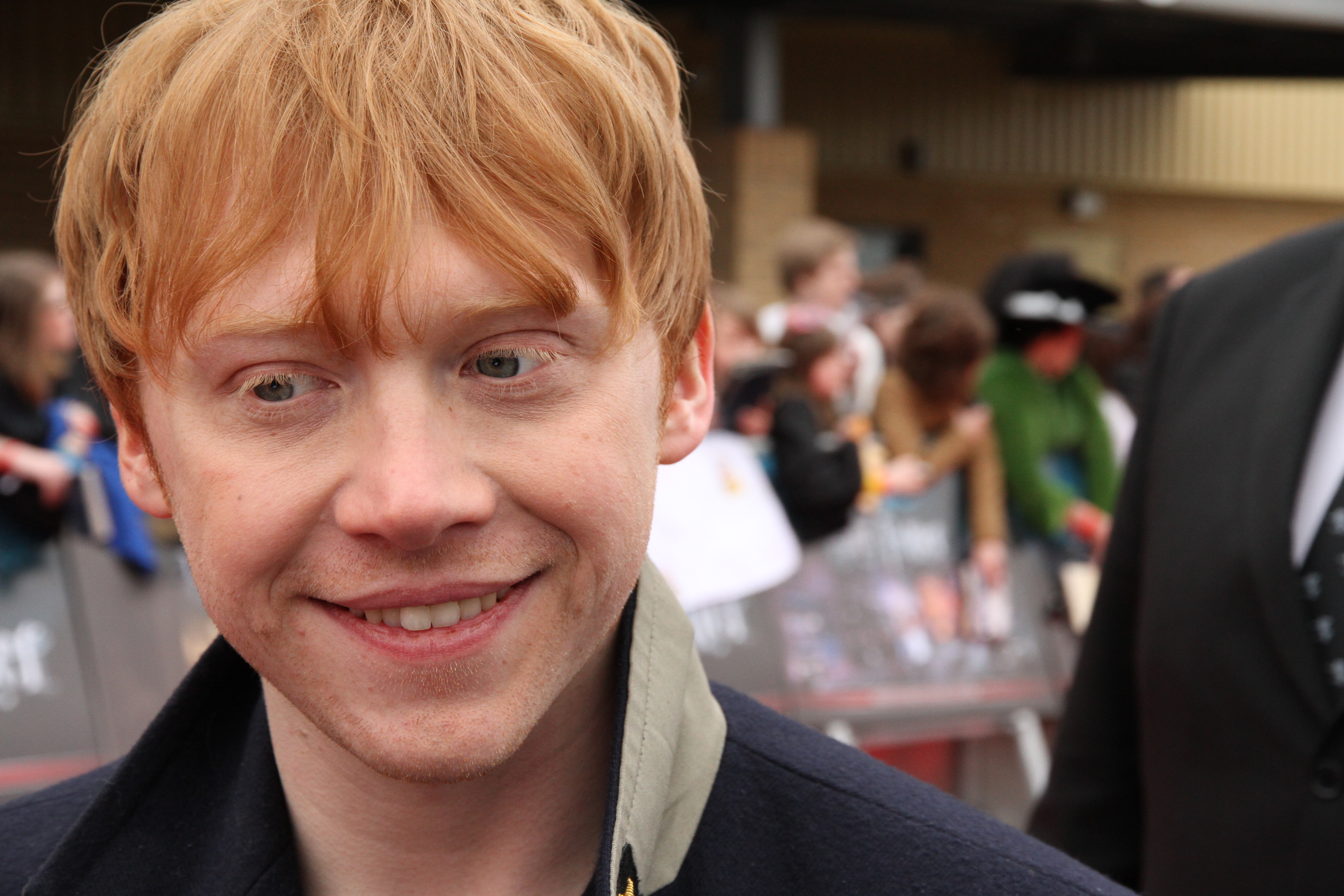
Rupert Grint (Ron Weasley) sur le tapis rouge à l'ouverture des studios, le 31 mars 2012.

The Making of Harry Potter ouvre officiellement ses portes le 31 mars 2012. La grande inauguration est un événement suivi par de nombreux membres de l'équipe technique et acteurs des films Harry Potter, tels que Rupert Grint, Tom Felton, Bonnie Wright, Evanna Lynch, Warwick Davis, David Thewlis, Helen McCrory, George Harris, Nick Moran, Natalia Tena, David Bradley, Alfred Enoch, Harry Melling, les producteurs David Heyman et David Barron et les réalisateurs David Yates, Alfonso Cuarón et Mike Newell.
Un an plus tard (et presque vingt ans après la conversion du complexe de l'aérodrome en studios de cinéma), le site est officiellement ouvert par le duc et la duchesse de Cambridge le 26 avril 2013. Ils sont accompagnés du prince Harry et de J. K. Rowling (qui n'avait pas pu assister à la grande ouverture l'année précédente). Plusieurs centaines de bénéficiaires d'organismes de bienfaisance auxquels ils ont apporté leur soutien ont pu recevoir des invitations exclusives au Studio Tour le jour de la visite royale.

## Visite
Chaque visite dure en moyenne trois heures trente et le site a la capacité d'accueillir 6 000 visiteurs par jour. La visite n'est pas conçue comme le parc à thème The Wizarding World of Harry Potter, ouvert en 2010 et basé à Orlando, qui lui appartient à Universal et propose notamment une visite du village de Pré-au-Lard à taille réelle. À Londres, les visiteurs ont l'occasion de voir de près les détails et les efforts qui entrent dans un long métrage à l'échelle de la série Harry Potter.
La visite standard est libre, avec audioguides, permettant aux fans de visiter à leur propre rythme. Des visites guidées sont aussi proposées pour un tarif plus élevé. Les visiteurs handicapés peuvent toutefois bénéficier de certaines visites guidées sans frais supplémentaires, s'ils contactent l'accueil à l'avance. Le chemin de Traverse existe aussi en visite virtuelle.

## Extension
Warner Bros. a ajouté des dispositifs spéciaux pour les vacances scolaires, tels que le thème « Forces du Mal », « Noël à Poudlard » ou les « Animaux acteurs », sans coût supplémentaire aux visiteurs. Certaines installations comme la « Chorégraphie des baguettes » interactive ou la visite du 4 Privet Drive sont devenues très populaires.

### Voie 9 ¾
En janvier 2015, la première extension de l'attraction a été annoncée : la voie 9 ¾, où les visiteurs peuvent embarquer à bord des voitures d'origine, derrière la machine à vapeur du Poudlard Express utilisée dans les films. Comme pour le reste de l'exposition, l'ensemble a été construit et décoré par les membres de l'équipe du film, y compris Stuart Craig, qui a conçu le nouvel ensemble exclusivement pour l'exposition (puisque les scènes de gare dans les films ont été tournées à King's Cross). La configuration comprend la locomotive Olton Hall (no 5972) (décorée aux couleurs du château de Poudlard) et le train British Rail Mark 1 qui est apparu dans les films, ramené à la vie par l'équipe d'effets spéciaux de John Richardson. Une nouvelle expérience sur écran vert permet de montrer le travail sur les films du point de vue d'un acteur. Cette partie de l'exposition a été ouverte au public à la fin mars 2015.

### Gringotts
En avril 2019, l'attraction Gringotts, la banque des sorciers, ouvre au public.

### À l'avenir
Actuellement, Warner Bros. n'a pas l'intention de changer le nom des studios ou de destiner l'exposition à autre chose que Harry Potter. La franchise a été un tel succès que les studios de Warner Bros. à Burbank (Californie) ont été renommés « Studio Tour Hollywood » sur le même modèle, bien que n'étant pas destinés au même thème (ils étaient nommés précédemment « Studios VIP Tour »). À plusieurs reprises, Warner a peaufiné et amélioré l'exposition, offrant plus d'installations et d'options aux visiteurs, ainsi que de nouveaux emplois, que la popularité de l'exposition fait prospérer.

## Accueil
L'exposition a été très chaleureusement accueillie par la presse. Anita Singh du Daily Telegraph a décrit la maquette de château de Poudlard comme étant « le point culminant » de la visite. La principale critique négative concerne son prix d'entrée particulièrement élevé (autour de 80 € selon le type de visite), que certains caractérisent de « prix un peu moins magique ». Certains visiteurs non anglophones regrettent également l'absence de traductions des commentaires écrits. L'audioguide comprend cependant une version en plusieurs langues (y compris en français).

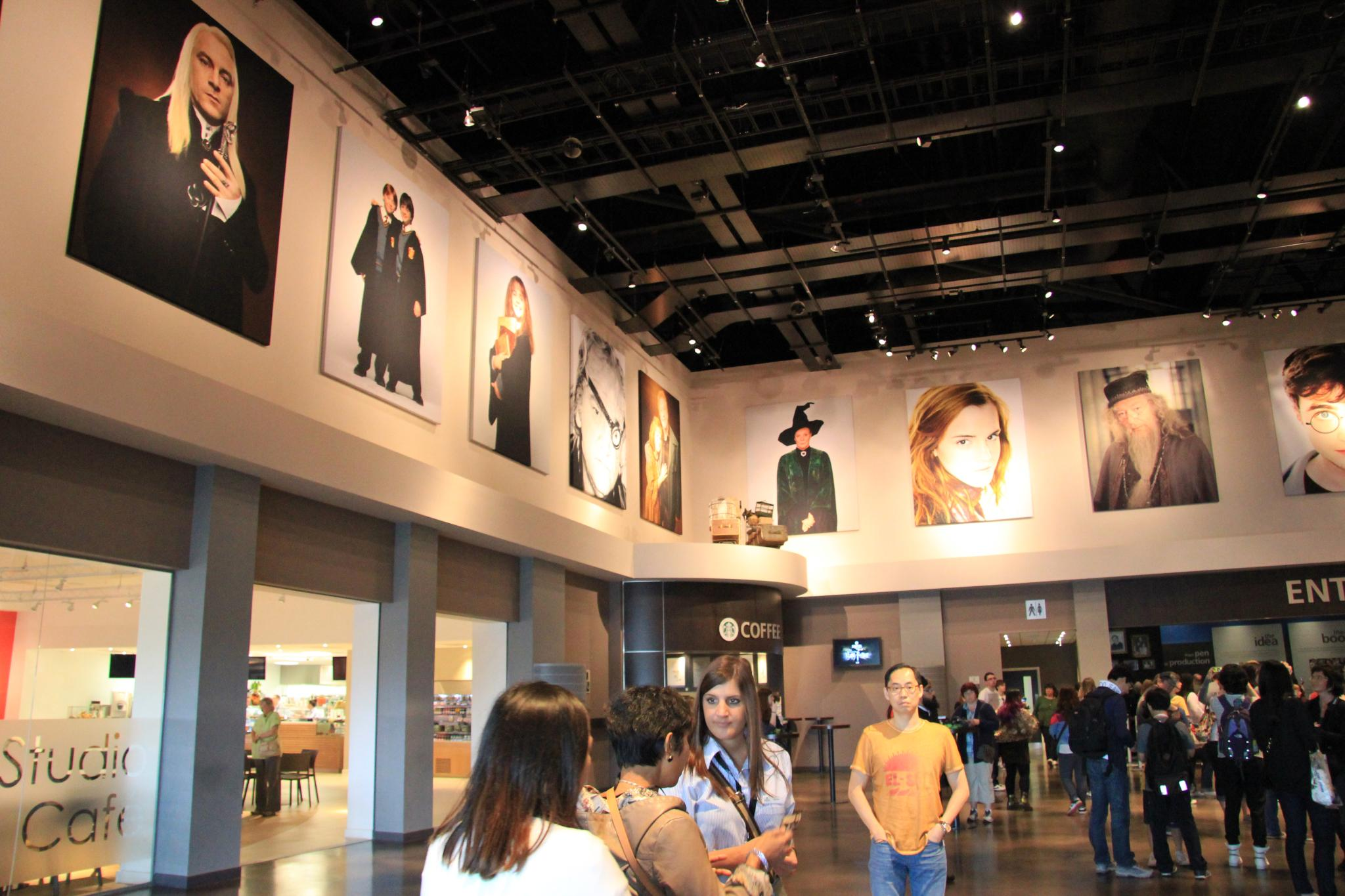
Hall d'entrée de l'exposition.
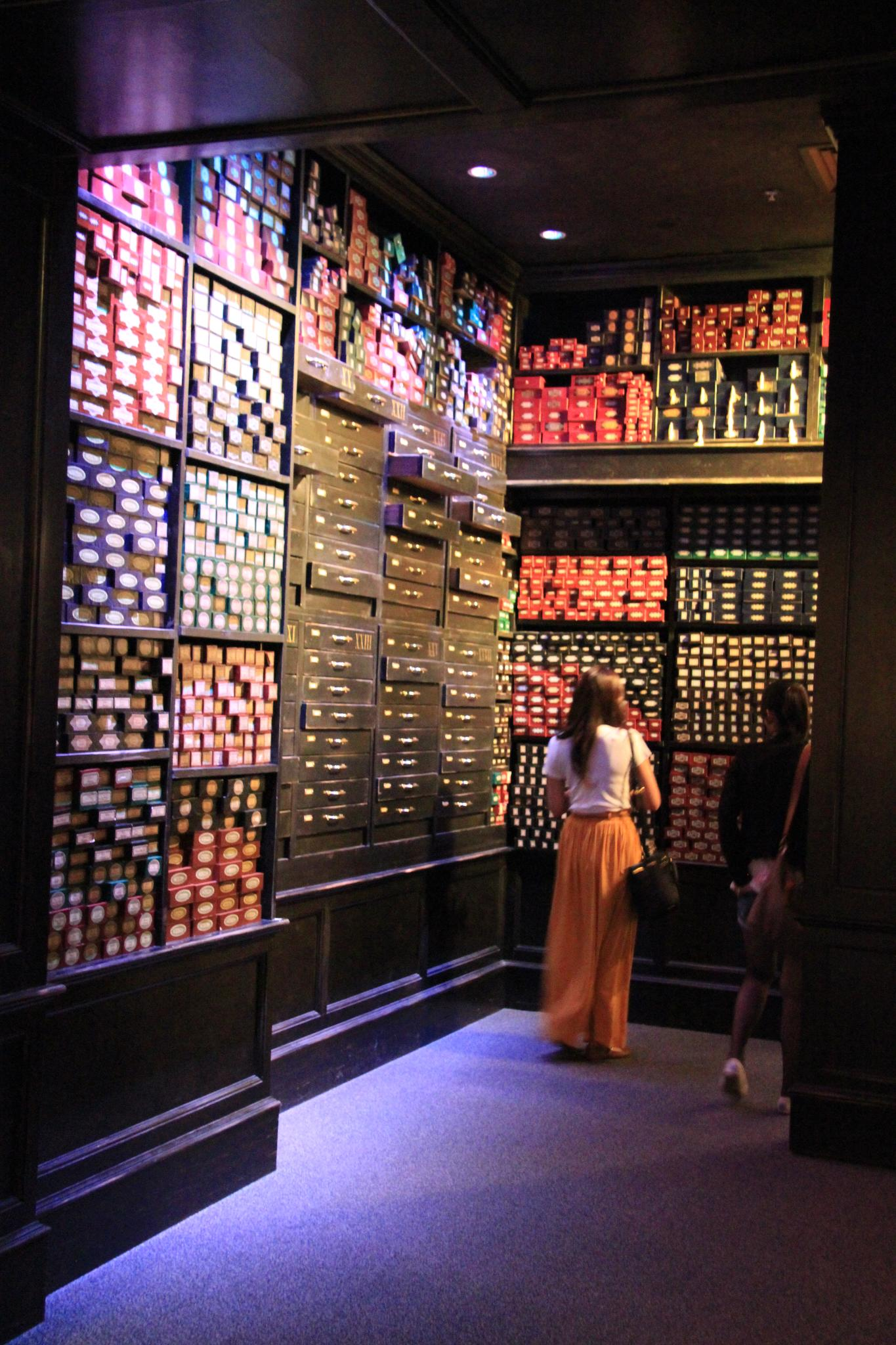
Baguettes.
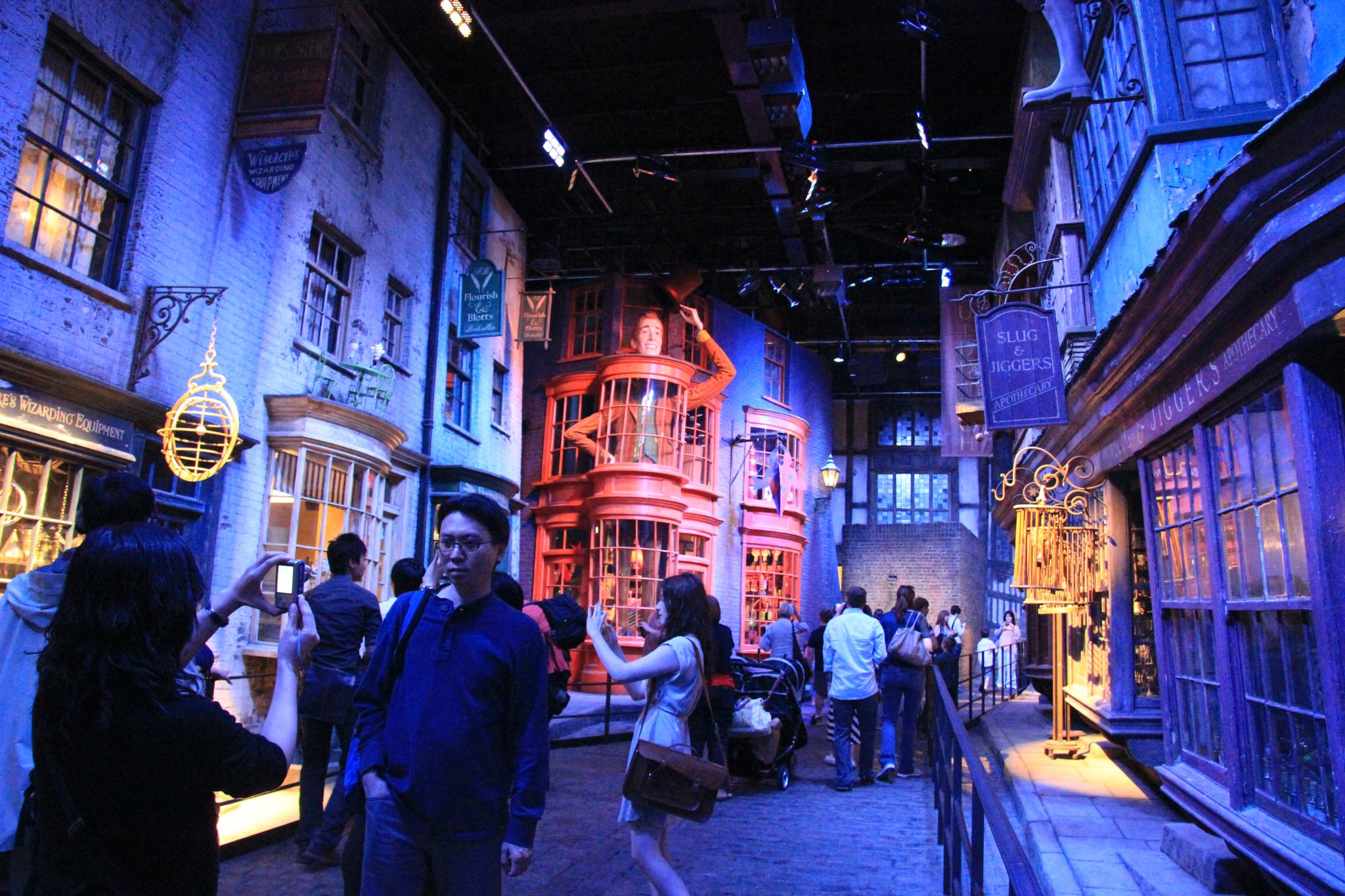
Chemin de Traverse.
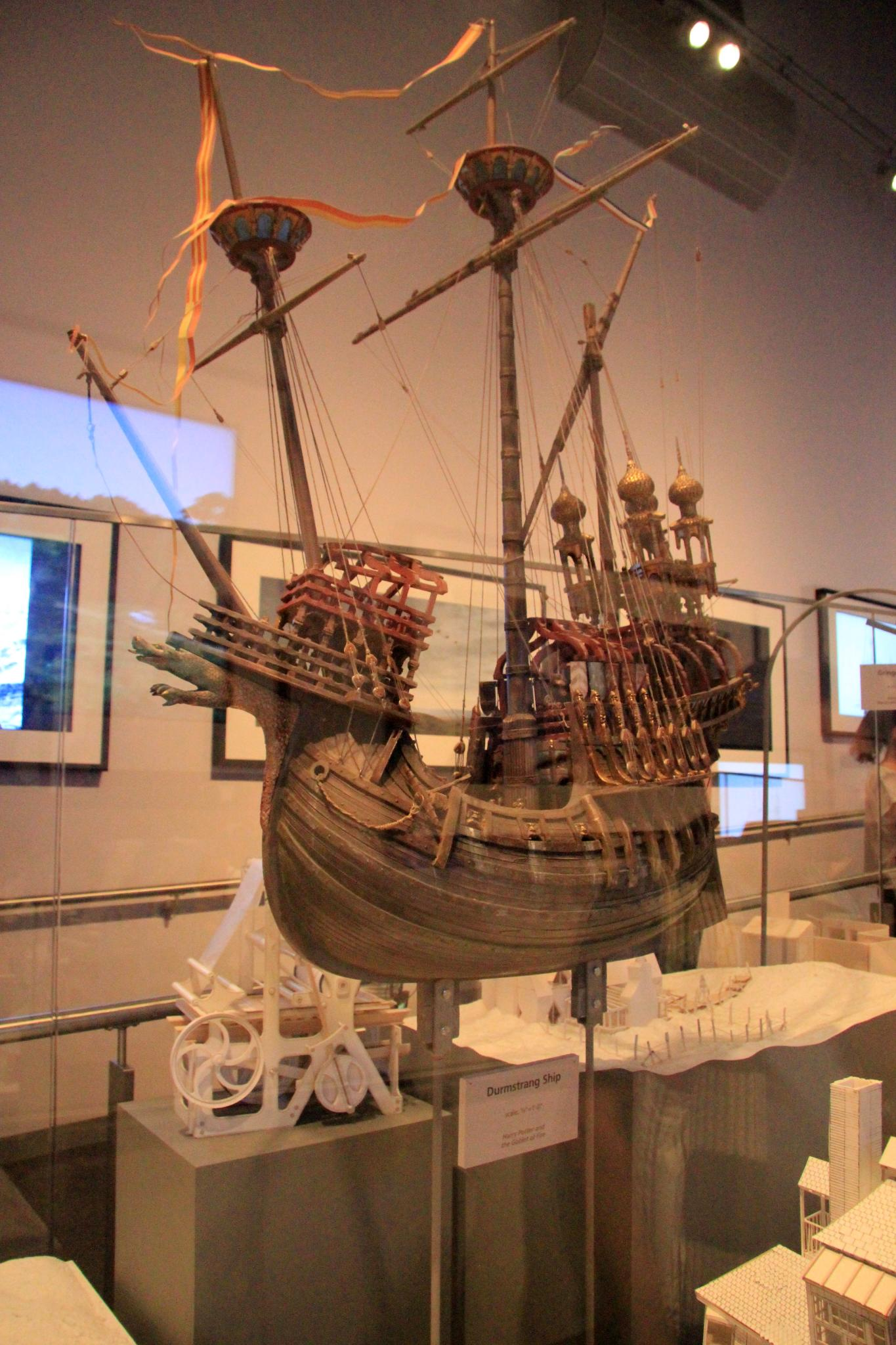
Département artistique.
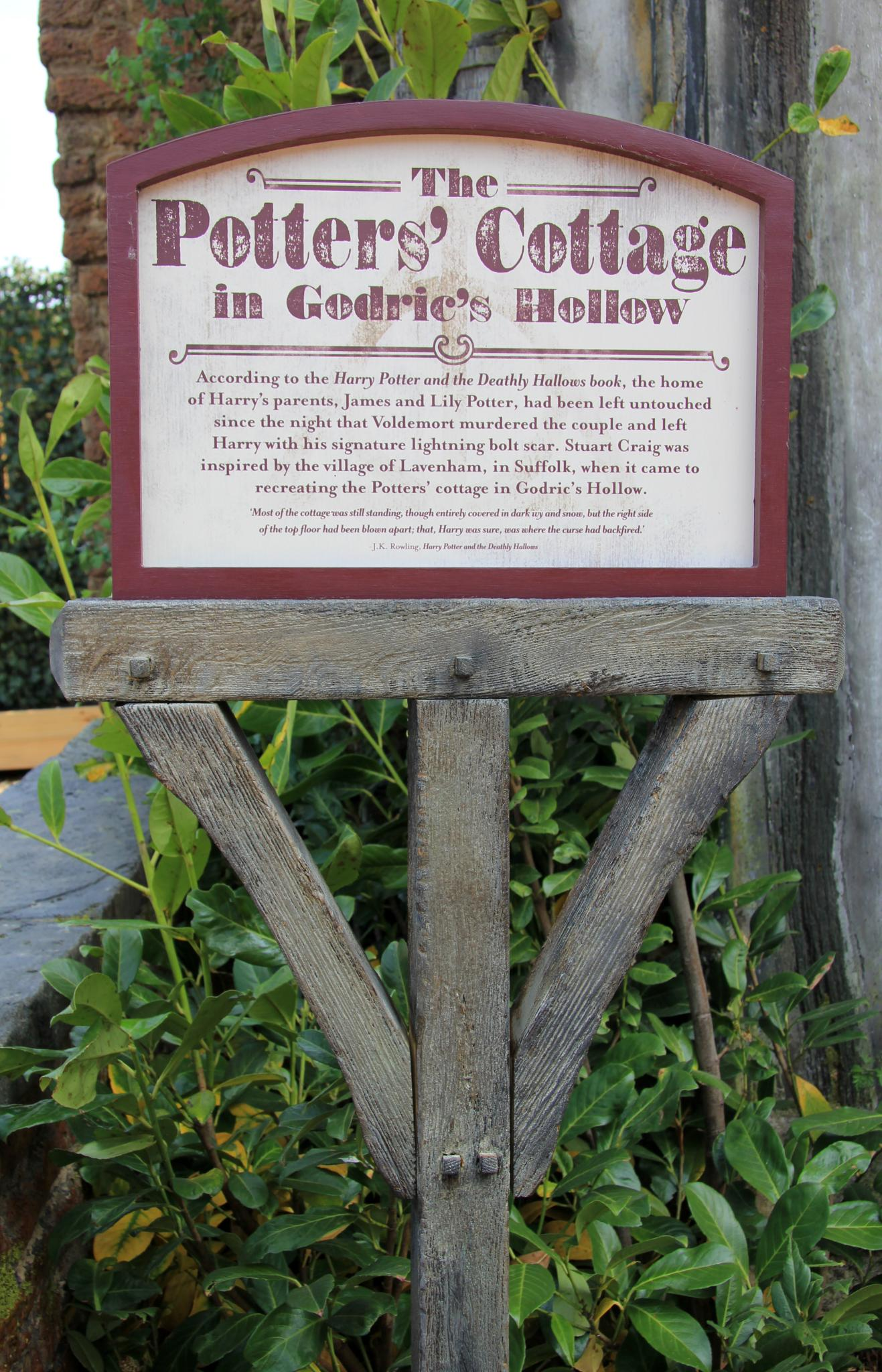
Cottage des Potter.
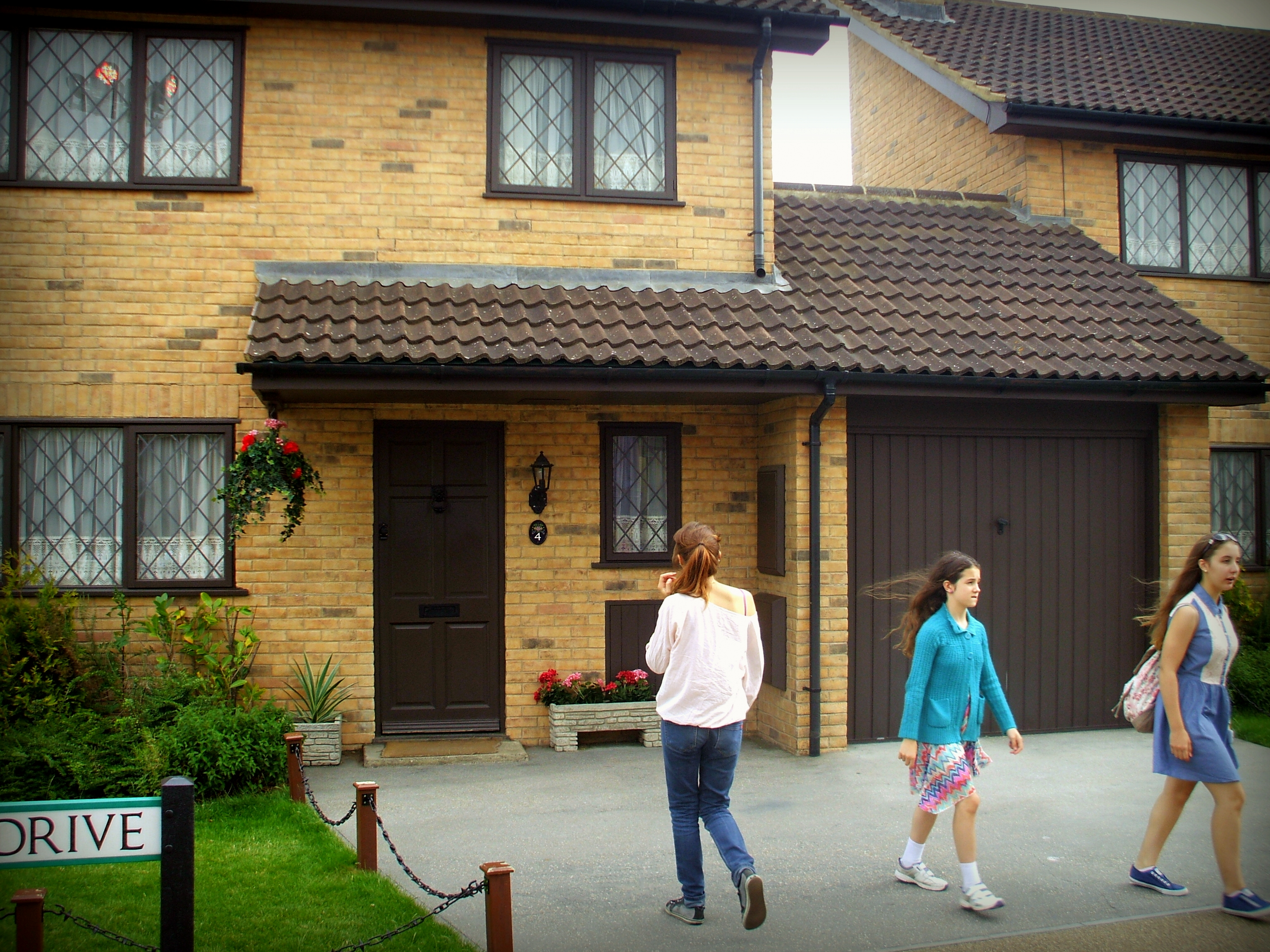
Privet Drive.
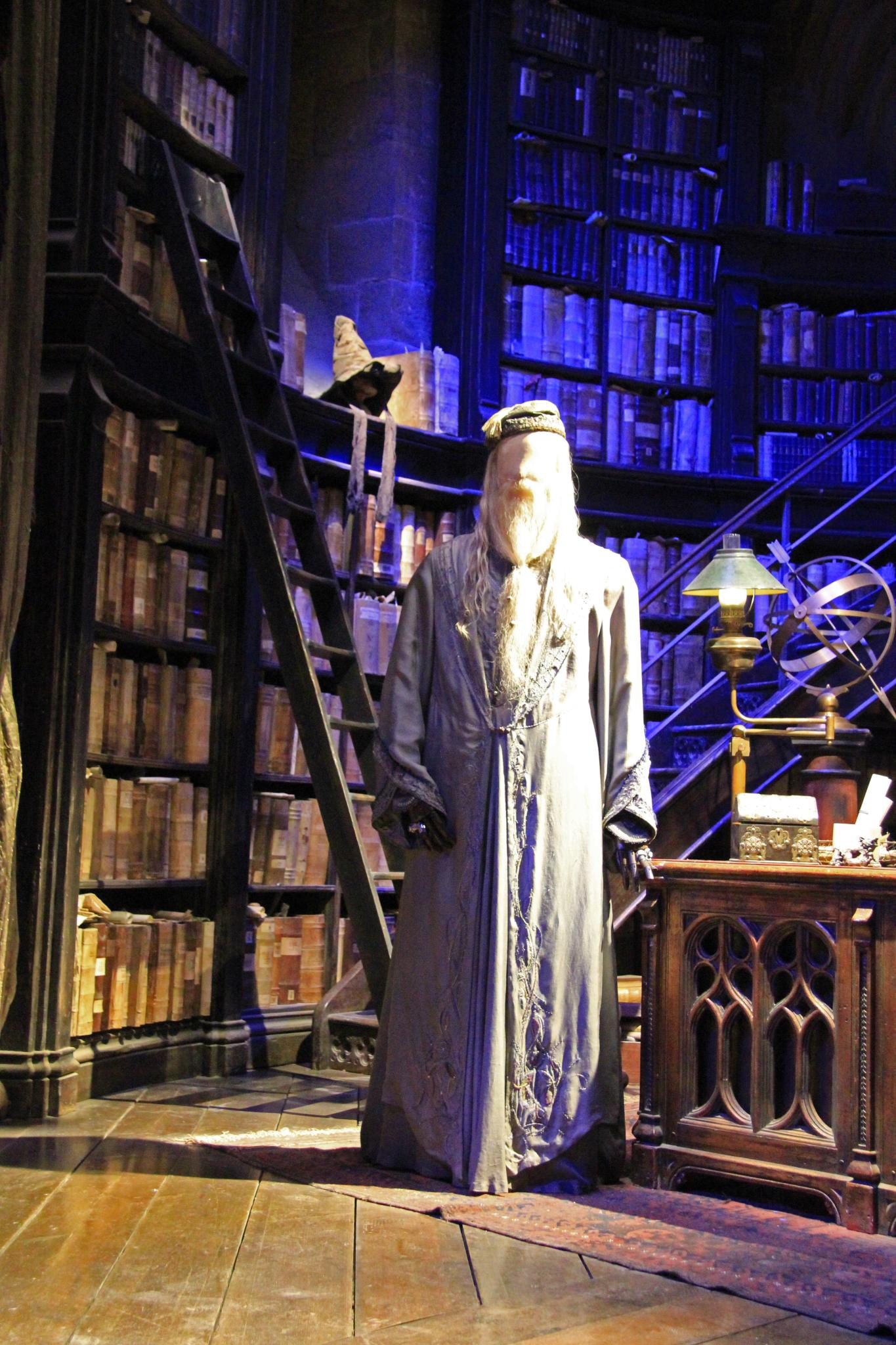
Bureau de Dumbledore.
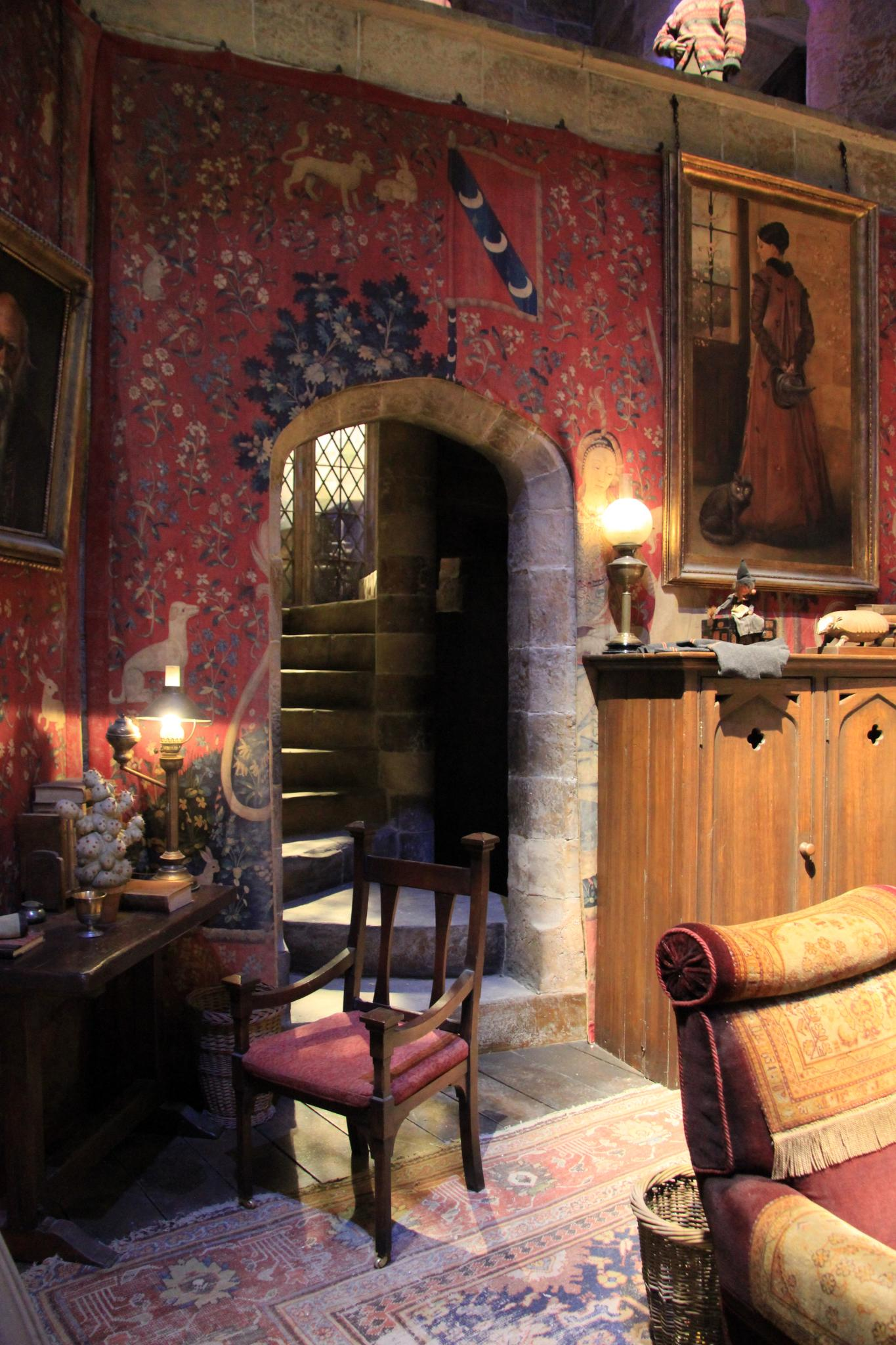
Salle commune de Gryffondor.
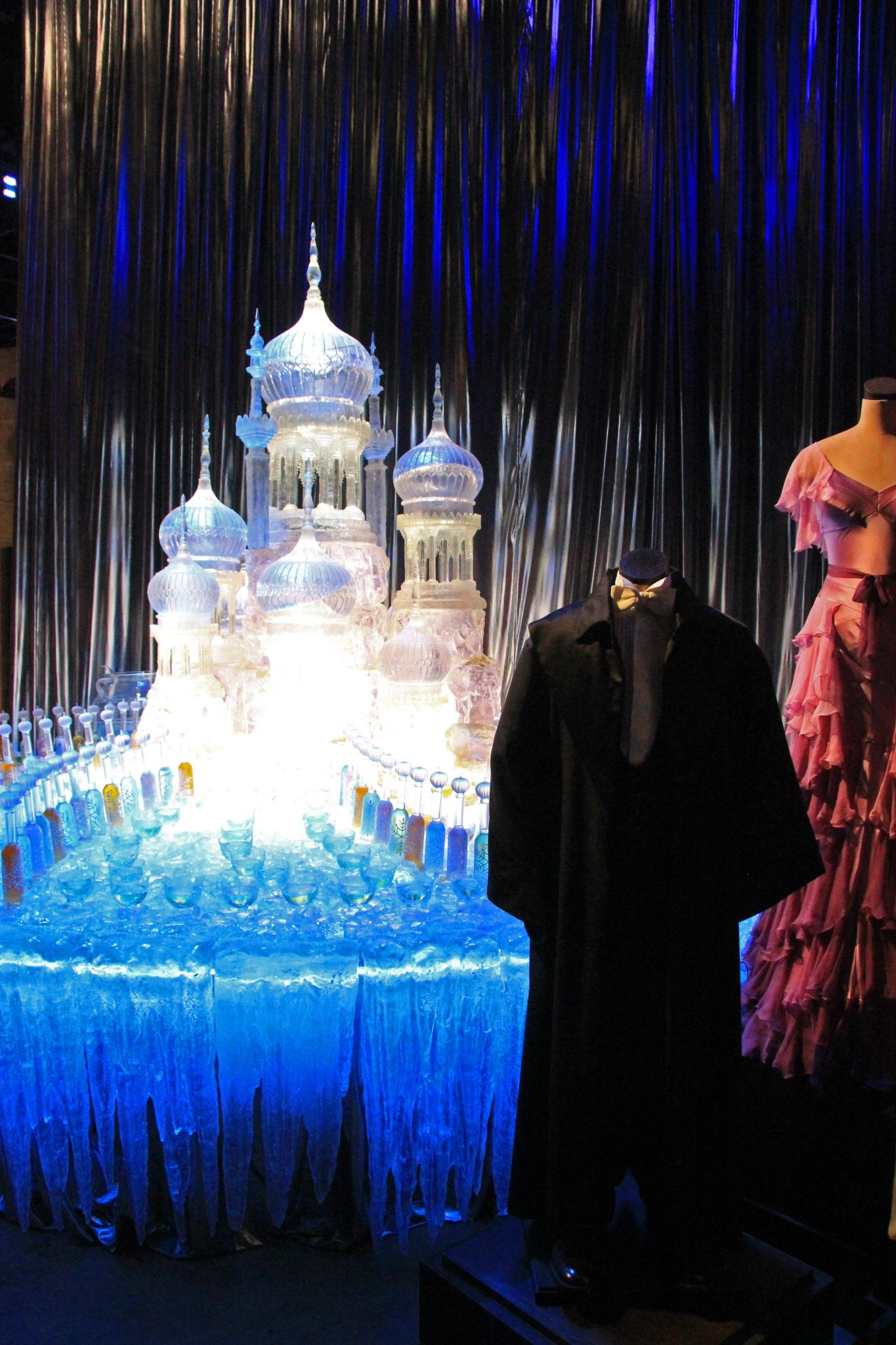
Décors du Bal de Noël.
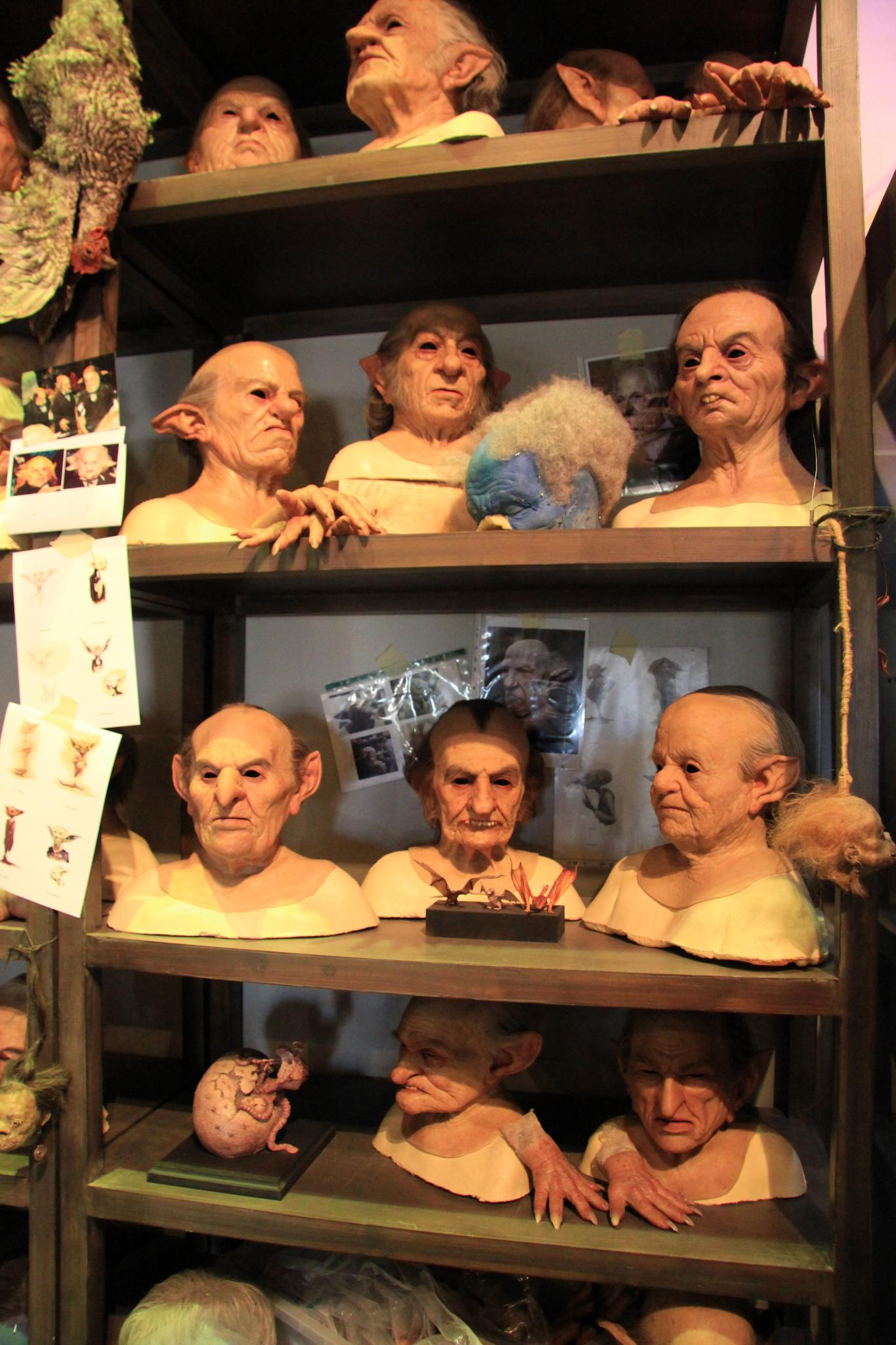
Département des créatures.
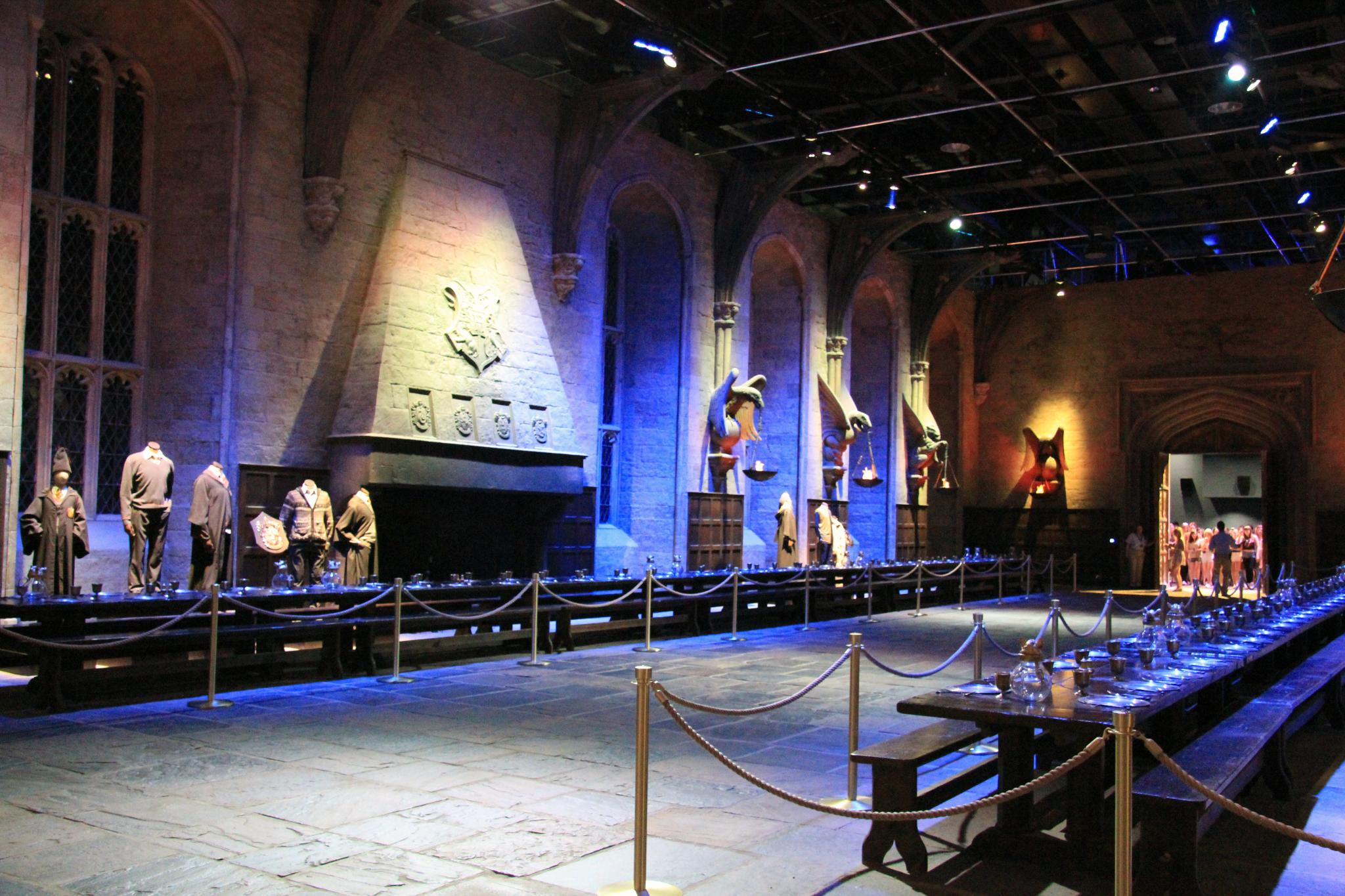
La Grande Salle.
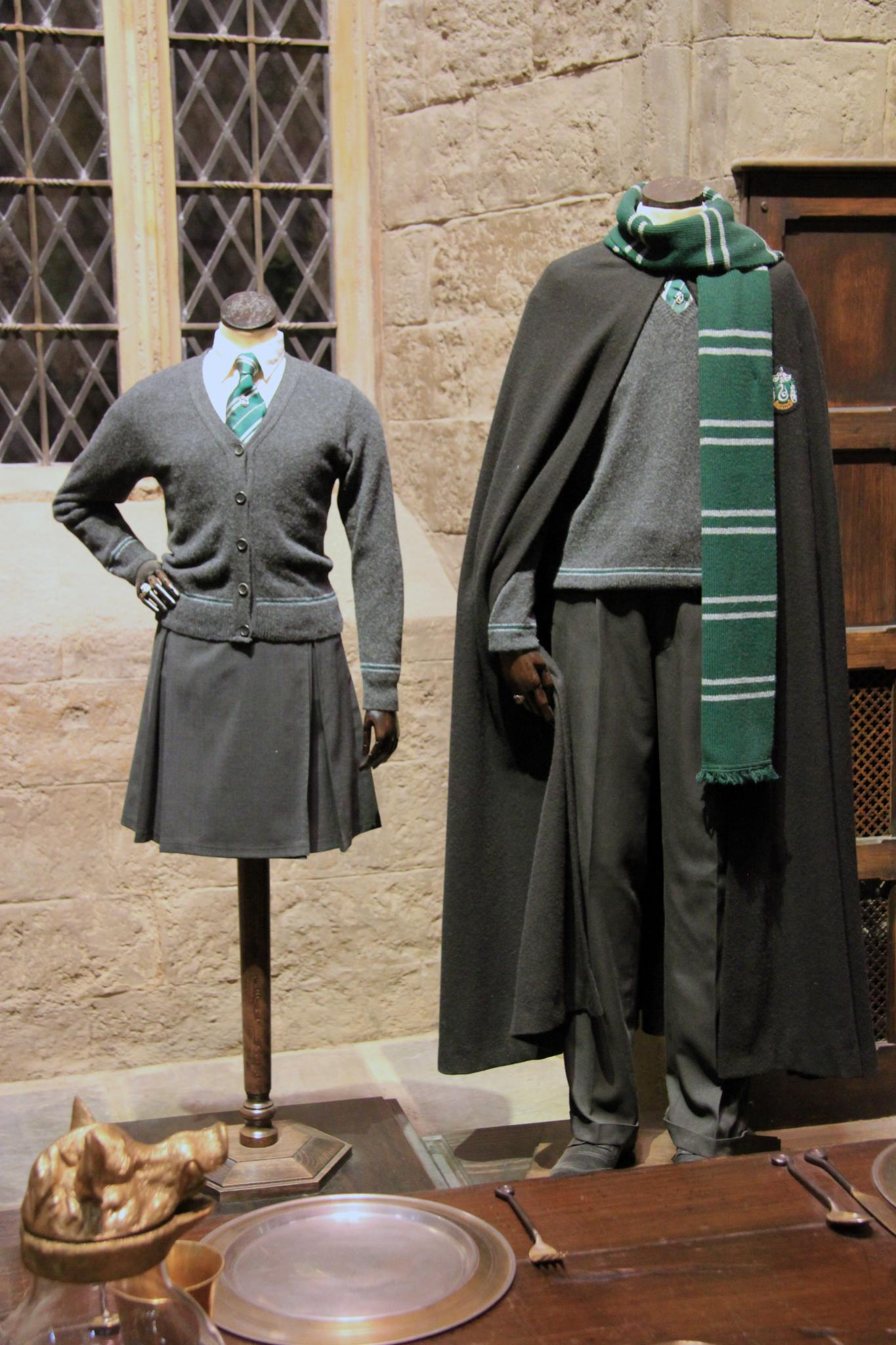
Uniformes.
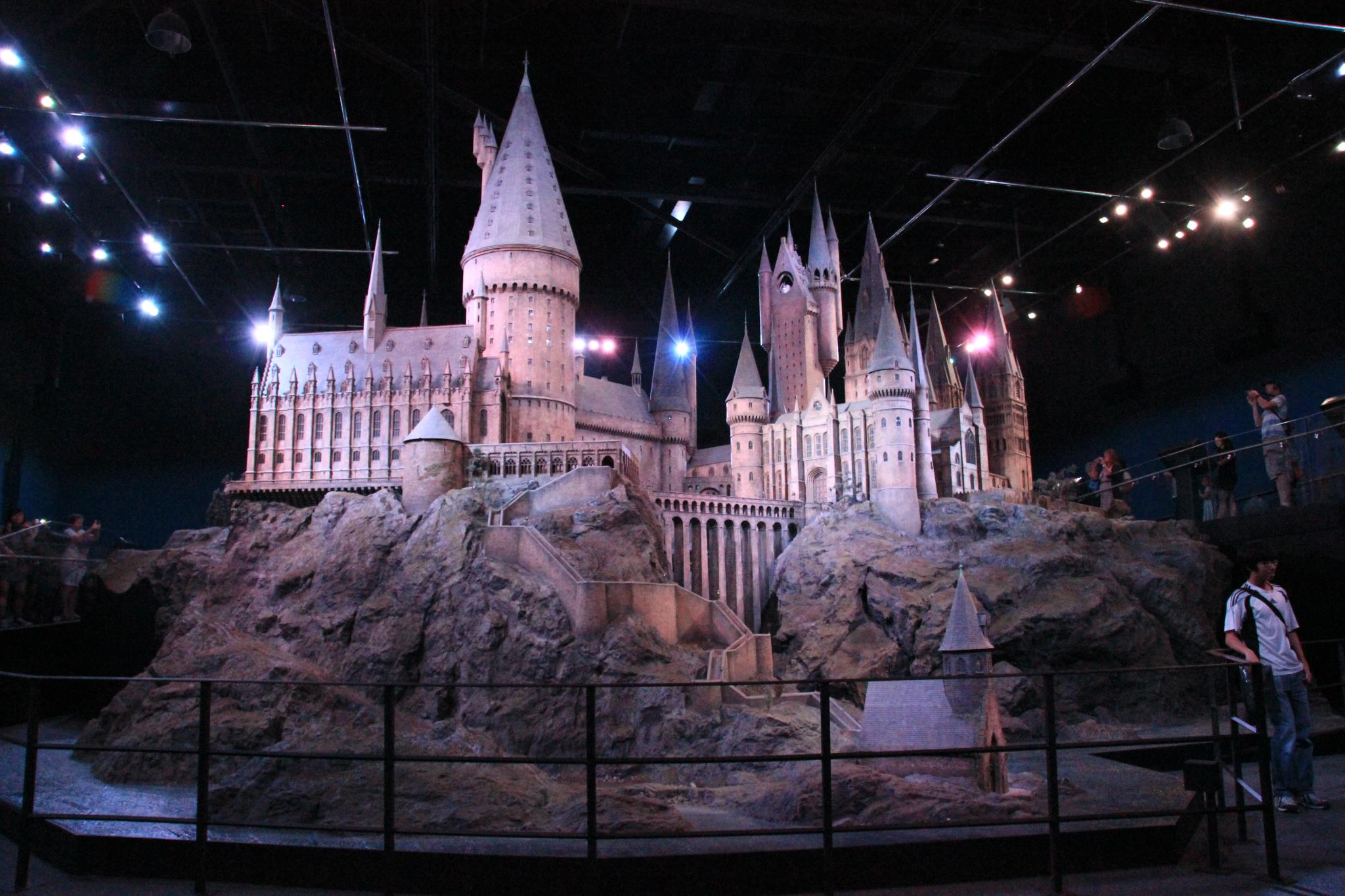
Maquette de Poudlard.
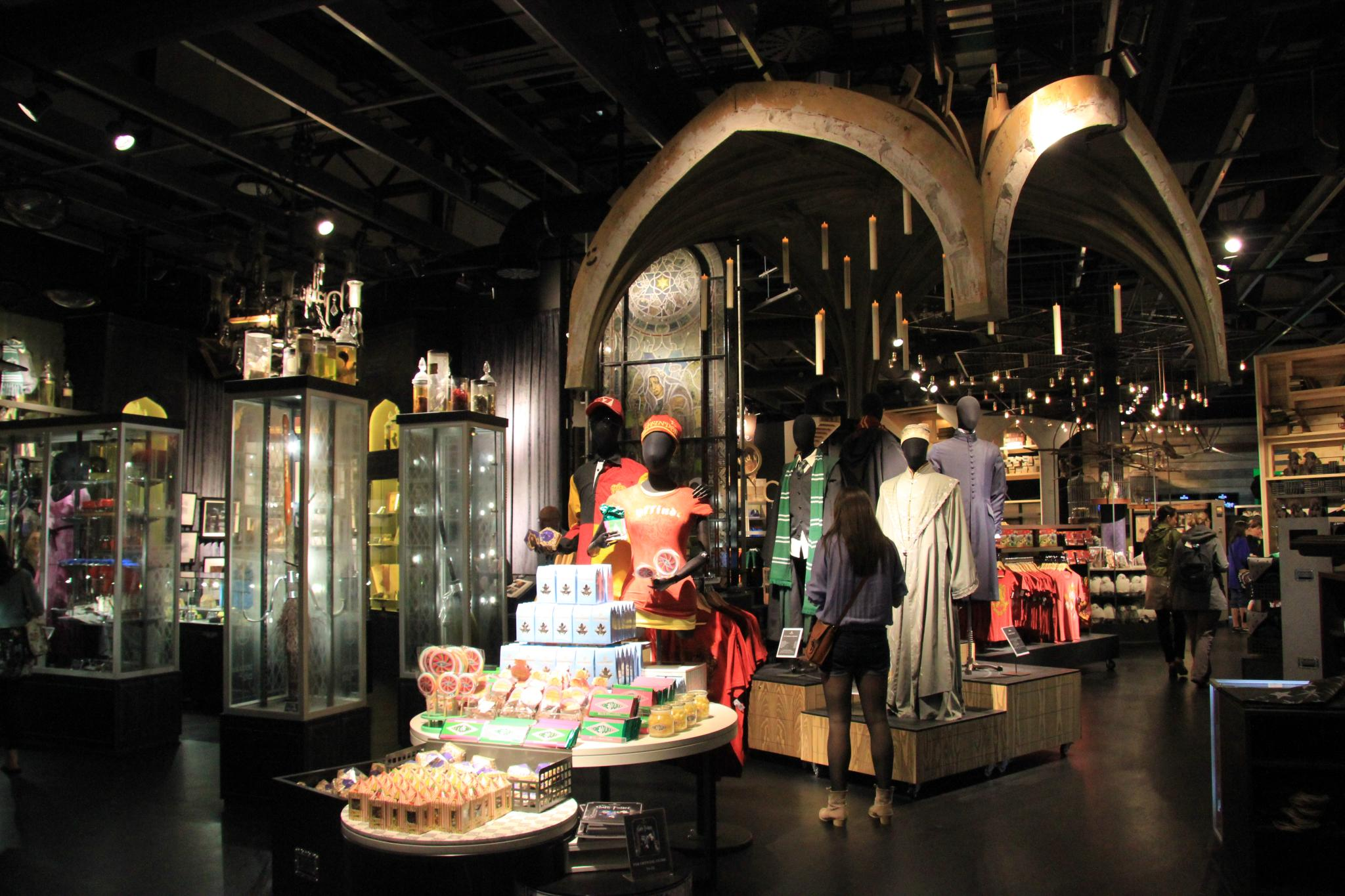
Boutique de l'exposition.

## Récompenses
L'exposition a remporté plusieurs prix depuis son ouverture, notamment :
- Prix Thea 2013 : « Réussite exceptionnelle »[24] ;
- Certificat d'Excellence TripAdvisor 2013[25] ;
- IES Illumination Awards 2013 : Prix du Mérite pour son éclairage[26] ;
- Family Traveller Awards 2017 : Meilleure sortie familiale britannique[27] ;
- Herts Tourism Awards 2018 : Meilleure sortie[28] ;
- Herts Tourism Awards 2019 : Plus grande attraction de l’année[29] ;
- Family Favourites Awards 2019 : Meilleure attraction pour les « grands » enfants[30] ;
- The Group Travel Awards 2019 : Meilleure sortie familiale[31].